# Dikyan
Dikyan je jednou z několika kyanových sloučenin. Tyto sloučeniny se vyznačují buď jednomocným zbytkem –CN nebo aniontem CN−. Volný radikál nemůže ovšem existovat, ale je známa sloučenina dikyan, jejíž vzorec je (CN)2. Atomy uhlíku jsou v ní spojeny trojnými vazbami s atomy dusíku.

## Vlastnosti
Dikyan je jedovatý plyn, který voní po hořkých mandlích. Jeho teplota varu je -20,7 °C. Dobře se rozpouští ve vodě a v ethanolu. Jeho spalováním za zvýšeného tlaku s kyslíkem lze dosáhnout namodralého plamene, jehož teplota je asi 4 800 °C (s ozónem pak ještě lehce vyšší). Dikyan je tak uváděn jako plyn s druhou nejvyšší teplotou hoření (po dikyanoacetylenu).

## Příprava
Nejsnadněji se dikyan připravuje reakcí koncentrovaných roztoků síranu měďnatého a kyanidu draselného, přičemž v první fázi přípravy vzniklý kyanid měďnatý se v druhé fázi samovolně rozloží:
1. Cu2+ + 2CN− → Cu(CN)2

2. 2Cu(CN)2 → 2CuCN + (CN)2

Dikyan lze také získat rozkladem kyanidu rtuťnatého:

Hg(CN)2 → Hg + (CN)2